# Got Your Six

Got Your Six est le sixième album studio du groupe de heavy metal américain Five Finger Death Punch. Il est sorti le 4 septembre 2015 sur le Prospect Park Label,.
Got Your Six a démarré avec 119 000 ventes, arrivant 2e dans le Billboard 200 dont 114 000 ventes physiques la semaine de sa sortie, ce qui fait de cet album la meilleure performance commerciale du groupe à cette époque.
Five Finger Death Punch sort quatre singles extraits de cet album : Jekyll & Hyde, Wash It All Away, My Nemesis et I Apologize qui ne figure que sur l'édition Deluxe du disque. Le titre Ain't My Last Dance fera l'objet d'une lyric video publiée le 4 octobre 2017 préfigurant sa tournée européenne avec In Flames et Of Mice and Men en premières parties.